# الولع بالتقيؤ

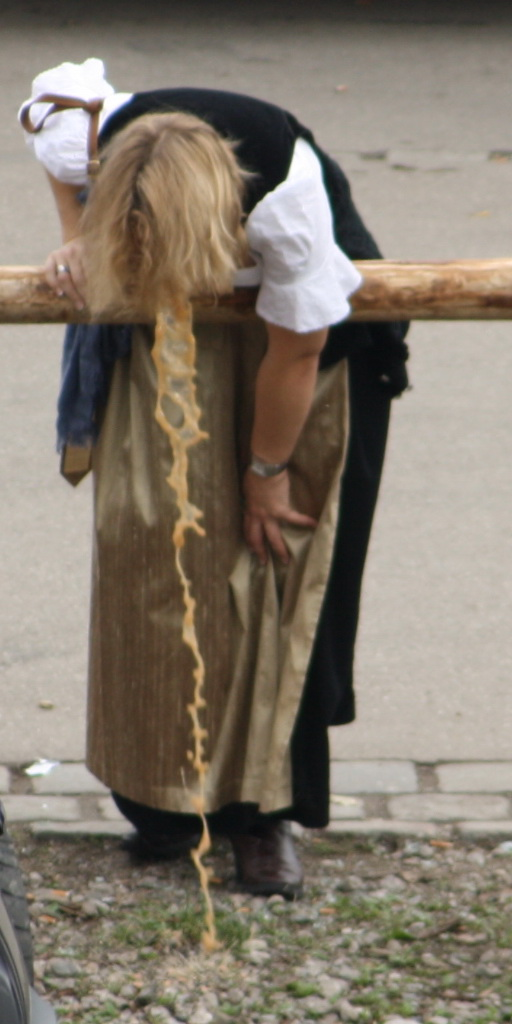

الولع بالتقيؤ (بالإنجليزية: Emetophilia)‏ هو شذوذ جنسي تتم الإثارة الجنسية فيه عندما يتقيأ شخص ما على شخص آخر ولا سيما الشريك الجنسي، أو بمجرد مشاهدة شخص ما وهو يتقيأ.